# Георг Фугер фон Кирхберг и Вайсенхорн
Георг Фугер фон Кирхберг-Вайсенхорн (на немски: Georg Fugger von Kirchberg und Weissenhorn; * 1 януари 1518; † 25 август 1569) от фамилията Фугер от линията „Лилията“ (фон дер Лилие) от Аугсбург, е граф и фрайхер на Кирхберг и Вайсенхорн и хуманист.

## Биография
Той е третият от седемте синове на тъговеца и банкера имперски граф Раймунд Фугер фон Кирхберг (1489 – 1535) и съпругата му Катарина (Ката) Турцо де Бетленфалва († 1535), дъщеря на барон Ян II Турцо де Бетленфалва (1437 – 1508) и втората му съпруга Барбара (Мария Магдалена) Бек († 1533). Внук е на банкера Георг Фугер (1453 – 1506) и племенник на Антон Фугер (1493 – 1560). Брат е на Йохан Якоб (1516 – 1575, Мюнхен).
Баща му става граф на Кирхберг и Вайсенхорн ок. 29 август 1535 г. във Виена.
Георг Фугер строи в Тренто (Триент) в Тирол дворец/палат. Той умира на 25 август 1569 г. на 51 години и е погребан в църквата „Св. Улрих“, Аугсбург.
През 1580 г. неговите двама сина, Филип Едуард и Октавиан Секундус, основават търговската банка „Георг Фугерше' Ербен“ (Георг Фугер' наследници).

## Фамилия
Георг Фугер фон Кирхберг-Вайсенхорн се жени на 28 септември 1542 г. в Тренто (Триент) за графиня Урсула фон Лихтенщайн († 12 декември 1573, Болцано), дъщеря на граф Вилхелм фон Лихтенщайн-Карнайд, губернатор на Южен Тирол, и Магдалена Щьотин. През 1560 г. Урсула става католичка. Те имат 14 деца:
- Сидония Изабела (* 25/28 ноември 1543; † 31 август 1601), омъжена 1565 г. за Якоб Вилингер († сл. 1597)
- Юлиус Октавиан (* 27 ноември 1544; † 1 април 1546)
- Филип Едуард Фугер (* 11 февруари 1546; † 14 август 1618, Аугсбург), женен 1573 г. за Магдалена фон Кьонигсег († 1592)
- Анна Якобея (* 27 февруари 1547; † 28 февруари 1587), омъжена на 21 февруари 1585 г. в Амберг за граф Хайнрих фон Ортенбург (1556 – 1603)
- Октавиан Секундус Фугер (* 17 януари 1549; † 31 август 1600, Аугсбург?), женен на 23 ноември 1579 г. в Аугсбург за Мария Якобея Фугер фон Кирхберг-Вайсенхорн (* 30 април 1562; † 7 юли 1588), дъщеря на фрайхер Ханс Фугер фон Кирхберг-Вайсенхорн († 1598) и Елизабет Нотхафт († 1582)
- Юлиус Максимилиан (* 7 юли 1550; † 1563)
- Антон Фугер фон Кирхберг-Вайсенхорн (* 9 август 1552; † 13 април 1616/1615), женен I. 1578 г. за графиня Барбара фон Хелфенщайн (1552 – 1605), II. 1607 г. за Урсула Трухсес фон Хьофинген
- Раймунд (* 13 декември 1553; † 16 февруари 1606), женен 1583 г. за Юлиана фон Хеудорф (1559 – 1611)
- Мария Виргиния (* 10 септември 1555; † 10 януари 1556)
- Алберт Фугер (* 12 юни 1557; † 30 март 1565)
- Мехтхилд (* 17 август 1558; † 20 декември 1569)
- Мария (*/ † 10 януари 1560)
- Урсула (* 25 април 1562; † 4 юни 1602, Ленц), омъжена I. 1585 г. за фрайхер Ханс Каспар фон Мегау († 1588), II. 1590 г. за фрайхер Ханс Якоб Лоебел-Грайнбург († 1602)
- Йохан Георг (* 21 август 1566; † 8 септември 1585, Алкала)

## Фамилни снимки
- Баща му Раймунд Фугер
- Майка му Катарина Турцо
- Съпругата му Урсула фон Лихтенщайн
- Синът му Филип Едуард
- Синът му Октавианус Секундус